# 伊號第二百一潛艦
伊号第二〇一潜水舰（日语：伊号第二百一潜水艦）是大日本帝国海军的一艘潜水艇。伊二〇一型潜水艦（潜高大）的1号艦。

## 舰历
- 1943-44年 计划在マル战计划中建造
- 1944年3月1日 在吴海军工厂开工建造
- 1944年7月22日 下水
- 1945年2月2日 竣工
  - 8月15日 在舞鶴迎来战争终结
  - 11月30日 除籍，并被引渡给美国军方
- 1946年1月 从佐世保出港。在夏威夷接受检查后，被凿沉处分
- 2005年3月20日 船体被夏威夷大学的研究小组发现。

## 歴代艦長

### 艦長
1. 坂本金美少佐（1945年2月2日-）